# Donald G. Davis
Donald Gene Davis, né le 29 août 1971 à Snow Hill, est un homme politique américain, membre de la Chambre des représentants pour le 1er district du Congrès de Caroline du Nord depuis 2023.
Davis représente le 5e district au Sénat de Caroline du Nord de 2013 à 2023. Il est élu pour la première fois à ce poste en 2008, représentant les comtés de Pitt, Wayne et Greene.

## Jeunesse et éducation
Davis est né dans la ville de Snow Hill. En 1989, il est diplômé du lycée McArthur à Irving, Texas. Il obtient un baccalauréat ès sciences en sciences sociales de la United States Air Force Academy. Davis obtient une maîtrise ès sciences en administration avec une spécialisation en administration générale de l'université de Central Michigan et une maîtrise ès arts en sociologie avec une spécialisation sur les questions sociales dans le développement régional de la université de l'Est de la Caroline. Il obtient également un doctorat en éducation de l'université de l'Est de la Caroline.

## Début de carrière politique
Élu maire de Snow Hill en 2001, Davis préside également le Parti démocrate du 1er district du Congrès de Caroline du Nord. Il est candidat à la Chambre des représentants des États-Unis dans le 1er district en 2004, mais abandonne avant les élections primaires.
En 2005, Davis est réélu maire. Le 1er octobre 2007, il postule au siège du 5e district du Sénat de Caroline du Nord. Davis est l'un des six candidats démocrates à postuler pour le siège occupé par le sénateur sortant John Kerr III (en). Il obtient le plus de voix, 36 %, lors des élections primaires du 6 mai 2008.
Comme Davis n'a pas obtenu les 40 % des voix nécessaires pour remporter la primaire, il affronte Kathy Taft lors d'un second tour. Le 24 juin 2008, Davis remporte l'investiture démocrate avec 63 % des voix lors du second tour. Il affronte le représentant de la Caroline du Nord, Louis M. Pate Jr. (en), un républicain du comté de Wayne, aux élections générales.
Le 4 novembre 2008, Davis bat Pate avec 53 % des voix. Son mandat commence le 1er janvier 2009. Lors d'un match revanche des élections de 2008, Pate bat Davis lors des élections de 2010. Il se représente et remporte un siège au Sénat pour le 5e district nouvellement redessiné lors des élections de 2012.
Davis est réélu sans opposition en 2016. Il bat le procureur de district du comté de Pitt, Kimberly Robb, lors des élections de 2018.
Davis annonce sa candidature à la Chambre des représentants des États-Unis pour succéder au démocrate sortant G. K. Butterfield. Il remporte la primaire démocrate pour les élections de 2022 pour le 1er district du Congrès de Caroline du Nord, battant l'ancienne sénatrice d'État Erica D. Smith (en). En novembre 2022, Davis remporte les élections générales, battant la candidate républicain Sandy Smith.
Candidat à sa réélection lors des élections de 2024, il remporte un second mandat contre la républicaine Laurie Buckhout dans une élection bien plus serrée qu'en 2022 après que le redécoupage électoral ait rendu le district moins démocrate.